# Jüdischer Friedhof (Boizenburg/Elbe)

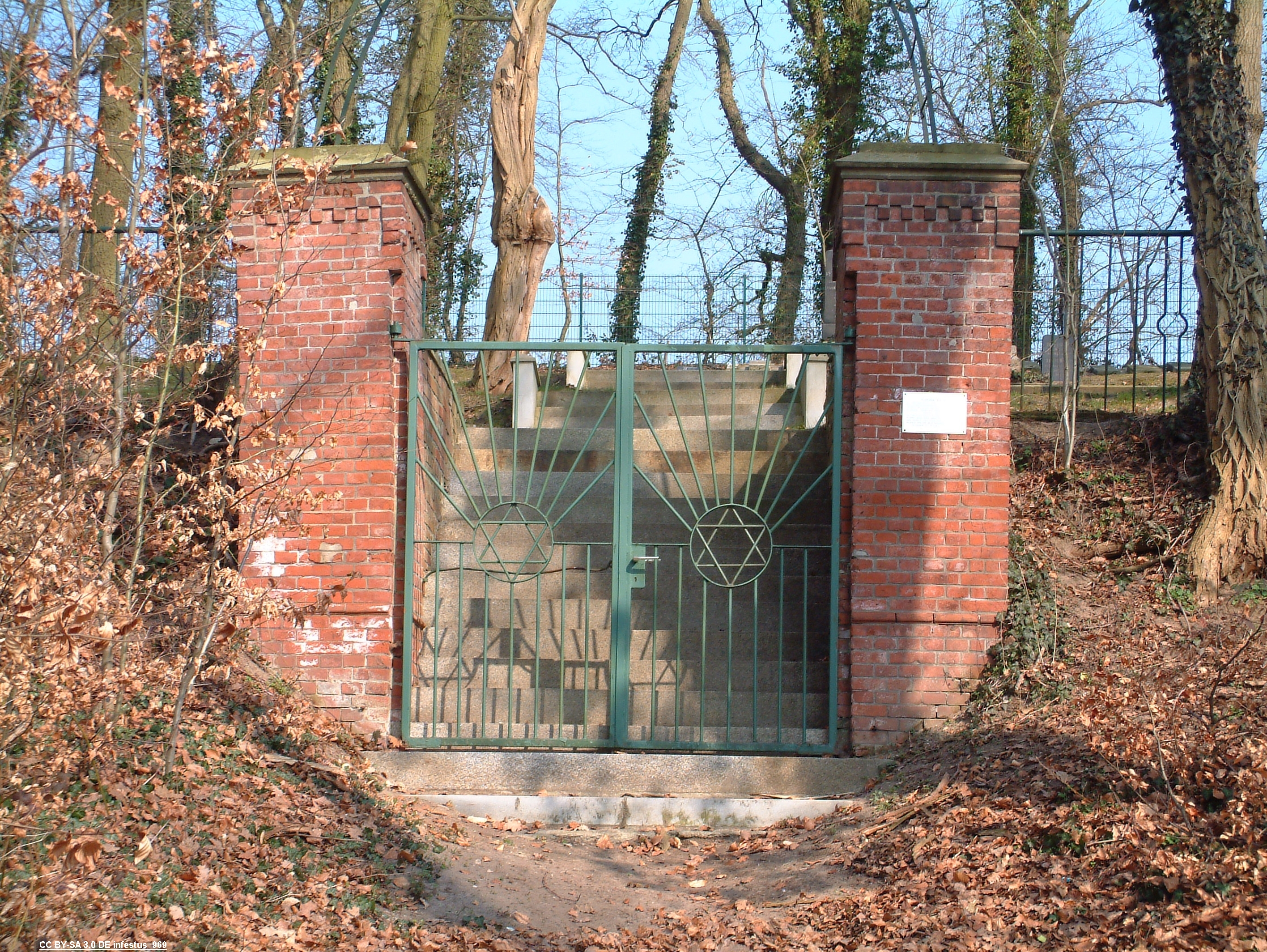
Eingang zum jüdischen Friedhof

Der Jüdische Friedhof Boizenburg/Elbe ist ein denkmalgeschützter jüdischer Friedhof in Boizenburg/Elbe im Landkreis Ludwigslust-Parchim in Mecklenburg-Vorpommern.

## Beschreibung
Auf einer Anhöhe am westlichen Rand der Boizenburger Altstadt – am Ende des Lauenburger Postweges – befindet sich der 680 m² große Friedhof der ehemaligen jüdischen Gemeinde Boizenburg.

## Geschichte
Der in den „Turner Eichen“ gelegene Friedhof wurde im Jahr 1768 angelegt. Zu dieser Zeit lebten und arbeiteten eine Vielzahl von Juden in Boizenburg. Die jüdische Gemeinde Boizenburg nutzte ihren Friedhof bis in das Jahr 1936. Im darauffolgenden Jahr verbot der seit Juli 1932 amtierende NSDAP-Bürgermeister Joachim-Friedrich Senst jegliche weitere Nutzung. Zudem versuchte die Stadt die Überbauung des Friedhofsgeländes zu erwirken. Die israelitische Landesgemeinde setzte sich jedoch gegen die von der Stadtverwaltung veranlassten Repressalien zur Wehr. Im Zuge der Auseinandersetzung erstellte der Boizenburger Stadtbaumeister am 12. Mai 1938 ein Gutachten, in dem er vorgab, dass das starke Stadtwachstum die Überbauung notwendig machen würde. Ein weiteres Gutachten vom 8. Juni 1938 befasste sich mit den Eigentumsverhältnissen, die zu Ungunsten der Boizenburger Gemeinde ausgelegt wurden. Da es zu keiner Einigung kam, reichte die israelitische Landesgemeinde am 25. August 1938 Klage beim Mecklenburgischen Landesverwaltungsgericht ein. Die Aussichten auf Erfolg waren jedoch gering. So war es auch keine Überraschung, dass die Klage am 25. Oktober 1938 abgewiesen wurde. Damit wäre die vorgesehene Überbauung unweigerlich erfolgt. Der Niedergang des NS-Regimes verhinderte jedoch die Umsetzung des politisch motivierten Vorhabens. 
Während der NS-Zeit verwahrloste die Begräbnisstätte zwar, von mutwilligen Zerstörungen blieb der Friedhof allerdings verschont. 1948 wurde der jüdische Friedhof durch die Stadt Boizenburg in einen würdigen Zustand versetzt. Eine 1964 beabsichtigte Einebnung konnte die jüdische Landesgemeinde durch ihre energische Intervention verhindern.
In den darauffolgenden Jahrzehnten verwilderte der Friedhof erneut. 1988 wurde die Begräbnisstätte während eines freiwilligen Arbeitseinsatzes, an dem vorwiegend einheimische Jugendliche teilnahmen, wieder hergerichtet.

## Schändungen

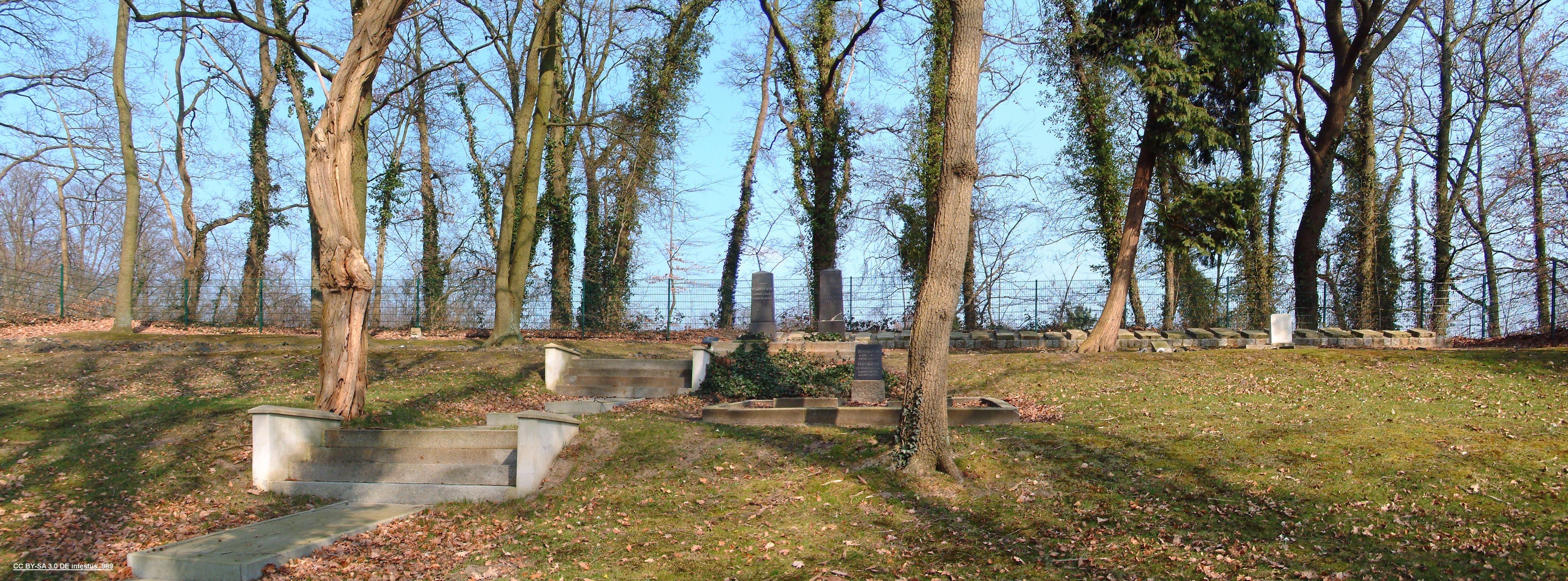
Ansicht jüdischer Friedhof

Der Friedhof ist gleich mehrfach zur Stätte rassistisch und rechtsextremistisch motivierter Zerstörungen geworden. Zur Verhinderung einer erneuten Beschädigung wurden die Grabsteine aneinandergereiht in eine Betonfläche eingelassen.
- 1966 – Die Grabsteine wurden beschädigt und die Friedhofsmauer eingerissen. Nachfolgend wurde der Friedhof wiederhergestellt.
- 1992 – Mitte April schändeten rechtsextremistische Täter mehrere Gräber.[6]
- 1998 – Der Friedhof wurde im November erneut das Opfer von politisch motiviertem Vandalismus.
- 2002 – Die Begräbnisstätte wurde gleich zweifach das Opfer von Schändungen. Beim ersten Übergriff wurden die bisher unversehrten Grabsteine umgeworfen und beschädigt. Kurze Zeit später wurden Bestandteile des Friedhofes mit Hakenkreuzen verunstaltet.
- 2018
  - In der Nacht zum 12. September wurde der Friedhof erneut geschändet. Bislang unbekannte Täter beschädigten hierbei die Umzäunung und verunstalteten den Eingangsbereich mit nationalsozialistischer Symbolik.[7][8]
  - Am 12. November entdeckten Polizeibeamte die erneute Schändung des Eingangsbereiches.[9]

## Heute
Auf dem Friedhof befinden sich heute 40 Grabsteine, davon ein Großteil mit leserlichen Inschriften. Für die Erhaltung und Pflege der denkmalgeschützten Grabanlage ist die örtliche Friedhofsverwaltung zuständig.
Der Friedhof steht – unter Beachtung der israelitischen Glaubensgrundsätze – interessierten Besuchern offen. Es ist jedoch eine vorherige Anmeldung und Schlüsselabholung bei der Boizenburger Stadtverwaltung notwendig.